# 柱五 (毕宿)
柱五，即御夫座ν（ν Aur, ν Aurigae）是一颗位于御夫座的恒星，距离地球约215光年。
柱五是一颗黄色G-型巨星，视星等为+3.97。它有一颗光学双星，视星等为10等，距离54.6角秒。
在中国古代星官系统中，它属于西方白虎七宿毕宿的星官柱第五星，这也是柱五名字的来由。